# Adolfo Oettinger
Adolfo Julio Oettinger Stegmaier (Valdivia, 16 de marzo de 1877 - 29 de julio de 1954) fue un abogado y político radical chileno. Hijo de Christoph Oettinger Wanner, oriundo de Esslingen, Alemania, y de Wilhelmine Stegmaier Aichele, de Valdivia con ascendencia alemana.

## Actividades profesionales
Estudió en el Colegio Alemán y en el Instituto Nacional. Pasó luego a la Universidad de Chile,  donde se graduó como abogado (1901). 

## Actividades políticas
Miembro del Partido Radical.
Regidor de la Municipalidad de Valdivia (1910-1915) y Alcalde de Valdivia (1915-1920, 1924-1925 y 1932-1935). 
Diputado por Valdivia y La Unión (1921-1925), miembro de la comisión permanente de Constitución, Legislación y Justicia. Sin embargo, el movimiento militar que derrocó la presidencia de Arturo Alessandri Palma, el 11 de septiembre de 1924, que decretó la disolución del Congreso Nacional, terminó anticipadamente con su período legislativo.
Intendente de Valdivia (1931).